# Ara cu gât albastru
Ara cu gât albastru (Ara glaucogularis) este o specie de papagal din familia Psittacidae, care este endemic unei mici zone din partea central-nordică a Boliviei, cunoscută ca Los Llanos de Moxos. În 2014, această specie a fost desemnată prin lege drept patrimoniu natural al Boliviei. Până în 2010, a fost vânat de populația autohtonă pentru a confecționa coifuri de pene „moxeño” pentru dansurile rituale „machetero”.

## Taxonomie
Ara provine dintr-un cuvânt indian tupi pentru această pasăre; glauco (de la latinescul glaucous pentru gri-albastru sau verde) + gularis (latină: „gât”). Ara cu gât albastru este una dintre cele 8 specii existente din genul Ara de papagali mari cu coadă lungă denumiți colectiv papagali. Inițial s-a crezut că ara cu gât albastru este o subspecie a arei cu piept galben, care are un aspect asemănător.

## Galerie

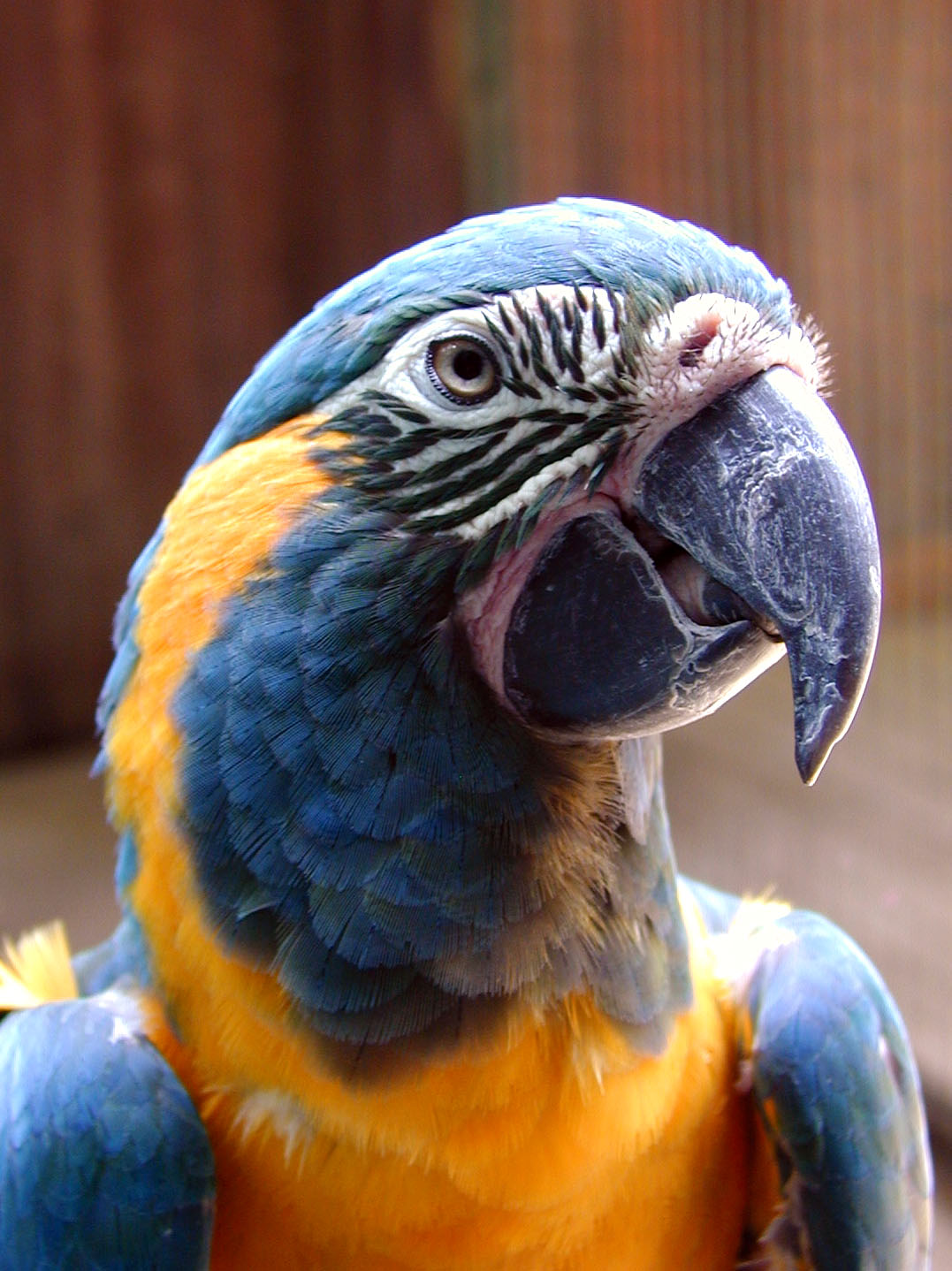
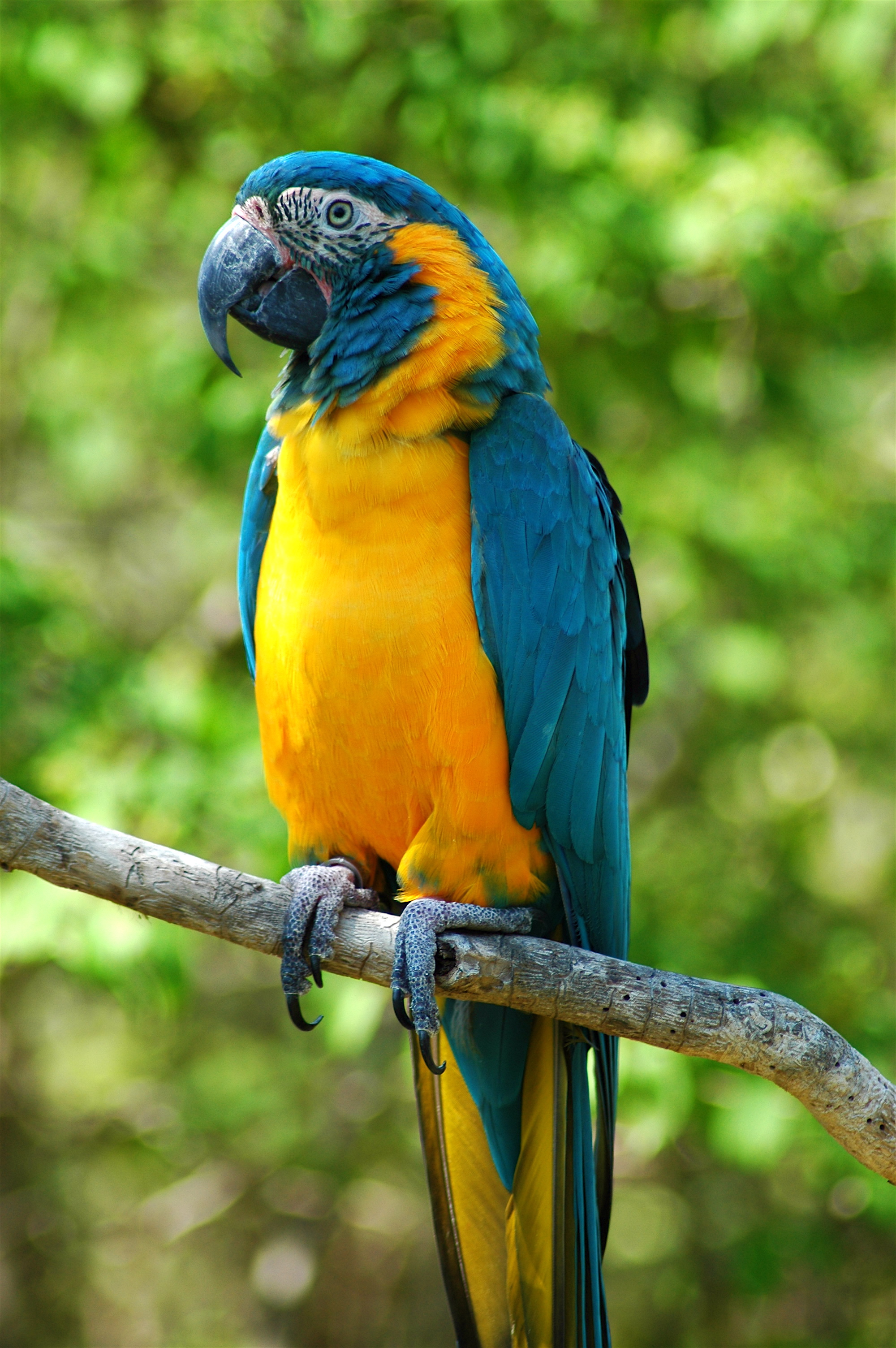
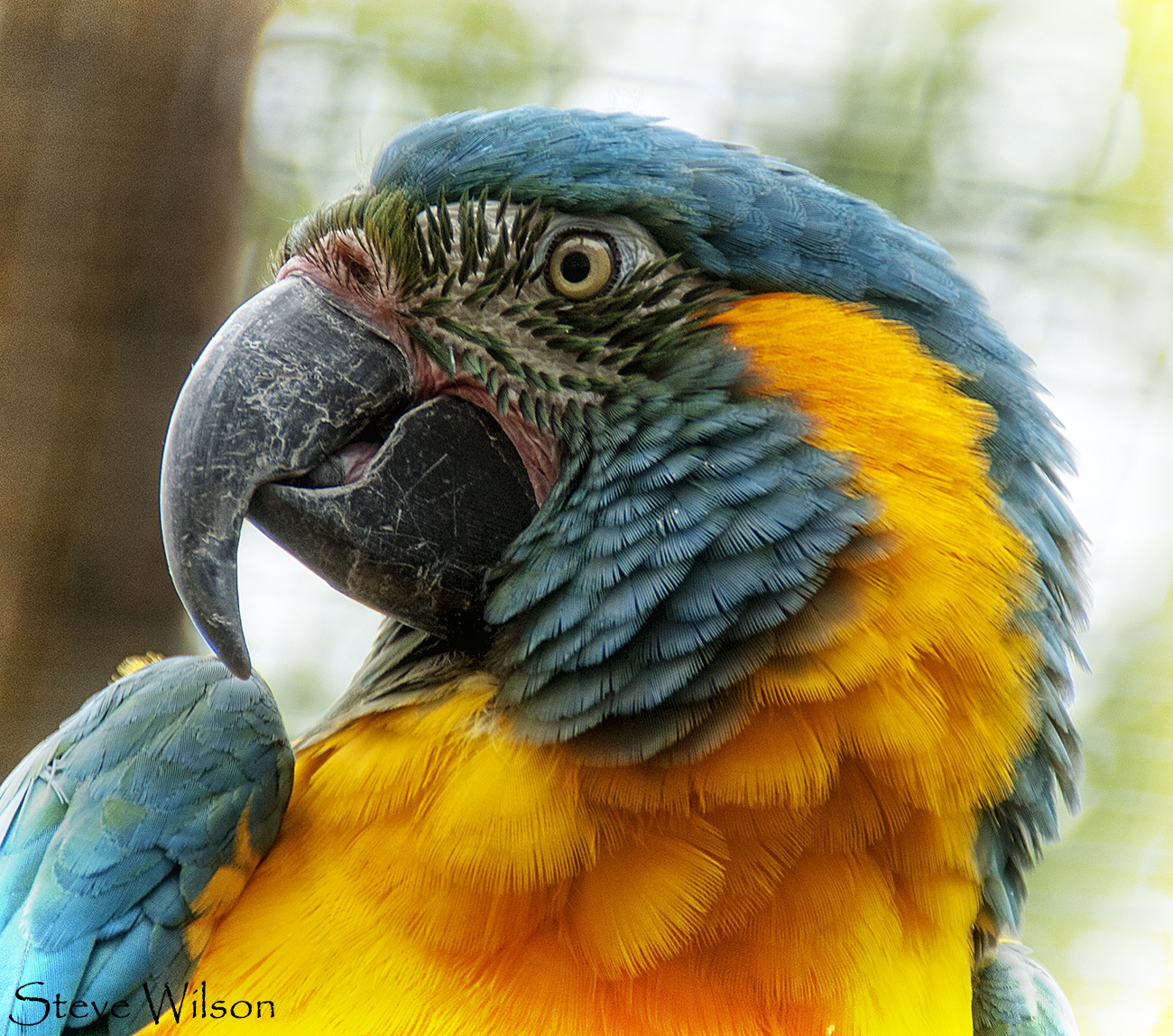